# 선극례
선극례 (1556년 ~ 1597년) 은 조선시대의 인물이다.

## 생애
보성 선씨 시조 선윤지의 9세손이다. 조선 중기의 무신, 子는 예중禮中, 호는 의재(義齋)이다.
어려서부터 의용이 간중하고 기국(器局) 홍대강인하여 효성과 우애가 출중하였다. 1576년에 병자과 무과에 급제하시어 호방(虎榜)에 수위(首位)로 발탁되셨다. 등과 후 무관으로 경관직인 오위(五衛)에 출사 부장(部將) 위장(衛將) 등의 직을 두루 역임하시고 마침내는 절충장군으로 품직되어 위국과의 전운이 짙은 시기에 외관직인 경상좌도 수군절도사로 피명(被命)되었다. 정유재란이 끝난 선조32년(1605), 선조임금으로부터 그 충절을 높이 기려 선무원종 일등공신으로 상훈 하고 옥배를 은사, 수사공으로 제수받았다 울주군 삼남면 교동리 작천정 앞 큰 바위에 새겨진 선무원공신 10위와 함께 작위, 존함, 본관이 새겨져 있다. 울산 충의사에 배향되어 있다.